# Plegaderus otti
Plegaderus otti är en skalbaggsart som beskrevs av Sylvain Auguste de Marseul 1856. Plegaderus otti ingår i släktet Plegaderus och familjen stumpbaggar. Arten förekommer tillfälligt i Sverige, men reproducerar sig inte. Inga underarter finns listade i Catalogue of Life.